# Rerum omnium perturbationem
Rerum omnium perturbationem é uma encíclica do papa Pio XI, promulgada em 26 de janeiro de 1923 e escrita na ocasião do tricentenário da morte de São Francisco de Sales, quem o Papa declara patrono dos jornalistas e dos operários da comunicação.

## Ligação externa
- Texto integral da encíclica (em inglês)